# Cot, Glodeni
Cot este un sat din cadrul comunei Cuhnești din raionul Glodeni, Republica Moldova.

## Demografie
Conform recensământului populației din 2004, satul Cot avea 50 de locuitori, toți moldoveni/români.